# Ciclone Dhanushkodi
Il ciclone Dhanushkodi (anche noto come ciclone Rameswaram) colpì il sud dell'India ed il nord dello Sri Lanka tra il 22 ed il 25 dicembre del 1964, uccidendo più di 1800 persone. 
La tempesta generò un'onda anomala che sommerse la città di Dhanushkodi dello Stato Tamil Nadu dell'India, causando oltre 300 morti.
Il sistema venne inizialmente identificato come un'area di bassa pressione sul mare delle Andamane, il 15 dicembre, a seguito di un'interazione con un'onda tropicale si trasformò in un'area di intensa depressione il 19 dicembre, nei giorni seguenti crebbe rapidamente di intensità arrivando ad avere venti da uragano.
Il 23 dicembre la tempesta colpì l'attuale Sri Lanka, allora noto come Ceylon, vicino all'isola di Pamban, con venti stimati di 240 km/h, venendo identificato come un superciclone, lievemente indebolita la tempesta colpì quindi Tamil Nadu, un conseguente rapido indebolimento fece degenerare la tempesta in una depressione il 24 dicembre mentre il sistema si affacciava sul mar Arabico, dove si dissolse il 26 dicembre.

## Origine ed evoluzione della tempesta
Il 15 dicembre 1964 venne rilevata una zona di bassa pressione nel mare delle Andamane, rimanendo praticamente immobile interagì presto con un'onda tropicale, trasformando il sistema in una depressione tropicale. A seguito di questi eventi una vasta area di piogge e temporali coprì il golfo del Bengla e il mare delle Andamane.
Il 18 dicembre una nave riportò venti a 45 km/h e una pressione barometrica di 1005.5 mbar, in base a questo rapporto il dipartimento meteorologico indiano (IMD) classificò questo sistema come una profonda depressione.
Nei giorni seguenti il sistema si intensificò rapidamente ed iniziò a muoversi verso ovest e venne classificata come un'intensa tempesta ciclonica raggiungendo il 20 dicembre venti da uragano mentre si trovava a circa 5° N, continuando a muoversi verso ovest-nordovest il ciclone si intensificò mentre si avvicinava alle coste Indiane. Il 21 dicembre immagini satellitari mostrarono che le nubi della tempesta coprivano un diametro di circa 965 km, tanto da estendersi anche nell'emisfero australe.
La tempesta colpì numerose navi i cui rapporti segnalarono venti di 110 km/h già il 22 dicembre, quello stesso giorno i venti lungo le coste dello Sri Lanka aumentarono mentre la tempesta accelerava nella sua corsa verso l'India e lo Sri Lanka stesso. Nelle prime ore del 23 dicembre il ciclone colpì la parte settentrionale dell'allora Ceylon, in base ad una testimonianza dall'isola di Pamban l'occhio del ciclone aveva un diametro inferiore ai 16 km.
In base alle immagini satellitari si suppone che la tempesta abbia avuto venti da 240 km/h con raffiche a 280 km/h, venendo classificata come super tempesta ciclonica, l'IMD stimò la pressione al centro come non superiore a 970 mbar, anche se la più bassa pressione osservata, a Mannar sulle coste occidentali dello Sri Lanka fu di 978 mbar.
Lievemente indebolita la tempesta colpì Tamil Nadu, a sud di Tondi, ma una volta raggiunta la costa il ciclone si indebolì rapidamente, tornando ad essere una depressione prima ancora di raggiungere, il 24 dicembre, il mar Arabico. Il sistema continuò ad indebolirsi sino a dissiparsi in mare aperto il 26 dicembre.

## Danni
Almeno 1'800 persone perirono a causa di questo ciclone.
Il 22 dicembre, colpendo l'area settentrionale dello Sri Lanka, il ciclone causò gravissimi danni, in base ai resoconti dei sopravvissuti causò un'onda anomala alta 4.5 metri che devastò l'area; i primi resoconti riportavano 250 morti, numerosi dispersi sia sulla terra sia in mare, dove si contavano 350 pescatori dispersi; nel distretto di Jaffna si contarono 5'000 case e 700 barche da pesca e svariate coltivazioni distrutte; Mannar e Trincomallee vennero anch'esse colpite dalla tempesta che causò ingenti danni al porto di Trincomallee; i danni totali si aggiravano intorno ai 200 milioni di rupie.
Gli effetti peggiori si ebbero comunque sull'isola di Pamban, posta tra l'India e l'allora Ceylon, dov'erano presenti oltre 3'000 persone si trovarono in difficoltà, molti di loro erano turisti o pellegrini.
Il 23 dicembre, un'onda anomala di circa 7.6 metri colpì la città di Dhanushkodi sul lato sud orientale di Pamban, inondando la città e ribaltando un treno sulla linea Dhanushkodi-Pamban, uccidendo tutti i 150 occupanti, la città e il suo porto vennero praticamente rasi al suolo, tanto che la città venne dichiarata dal governo di Madras città fantasma, almeno 800 persone morirono in città.
Quattro operatori radio, rischiando la loro vita, rimasero in città per continuare a trasmettere informazioni durante la tempesta, si salvarono dall'onda anomala salendo sul ponte che collega l'isola di Pamban alla terraferma indiana, vennero successivamente premiati per la loro dedizione.

## Conseguenze e reazioni internazionali
I danni furono talmente gravi che alcuni paesi rimasero isolati senza cibo né acqua potabile per tre giorni, le linee di comunicazione erano state gravemente danneggiate e questo rallentò considerevolmente i soccorsi, solo il 26 dicembre vennero paracadutati in 14 villaggi arrivarono beni di prima necessità, in quanto era impossibile far atterrare gli aerei sulle strade ancora devastate dall'inondazione, due navi della marina indiana riuscirono a trarre in salvo 200 persone da Rameswaram.
In seguito al disastro gli Stati Uniti, il Regno Unito, Cuba e la Repubblica Federale Tedesca offrirono assistenza allo Sri Lanka.
Per i lavori di ricostruzione venne data priorità al ponte che collegava l'isola di Pamban all'India. distrutto dalla tempesta, inizialmente si stimarono 6 mesi per il completamento dell'opera, ma grazie all'impegno di E. Sreedharan, ingegnere incaricato del progetto, il ponte venne completato in soli 45 giorni, un'ulteriore strada venne costruita qualche anno dopo.
A Mandapam il ciclone generò 5 laghi salati lungo 2 km di costa, tre di questi laghi erano più salati rispetto al mare e gli altri due lo erano meno, questo li portò a sviluppare differenti ecosistemi, arrivando a contare anche 46 differenti specie di pesci.